# Dompropstei (Gebäude in Hildesheim)

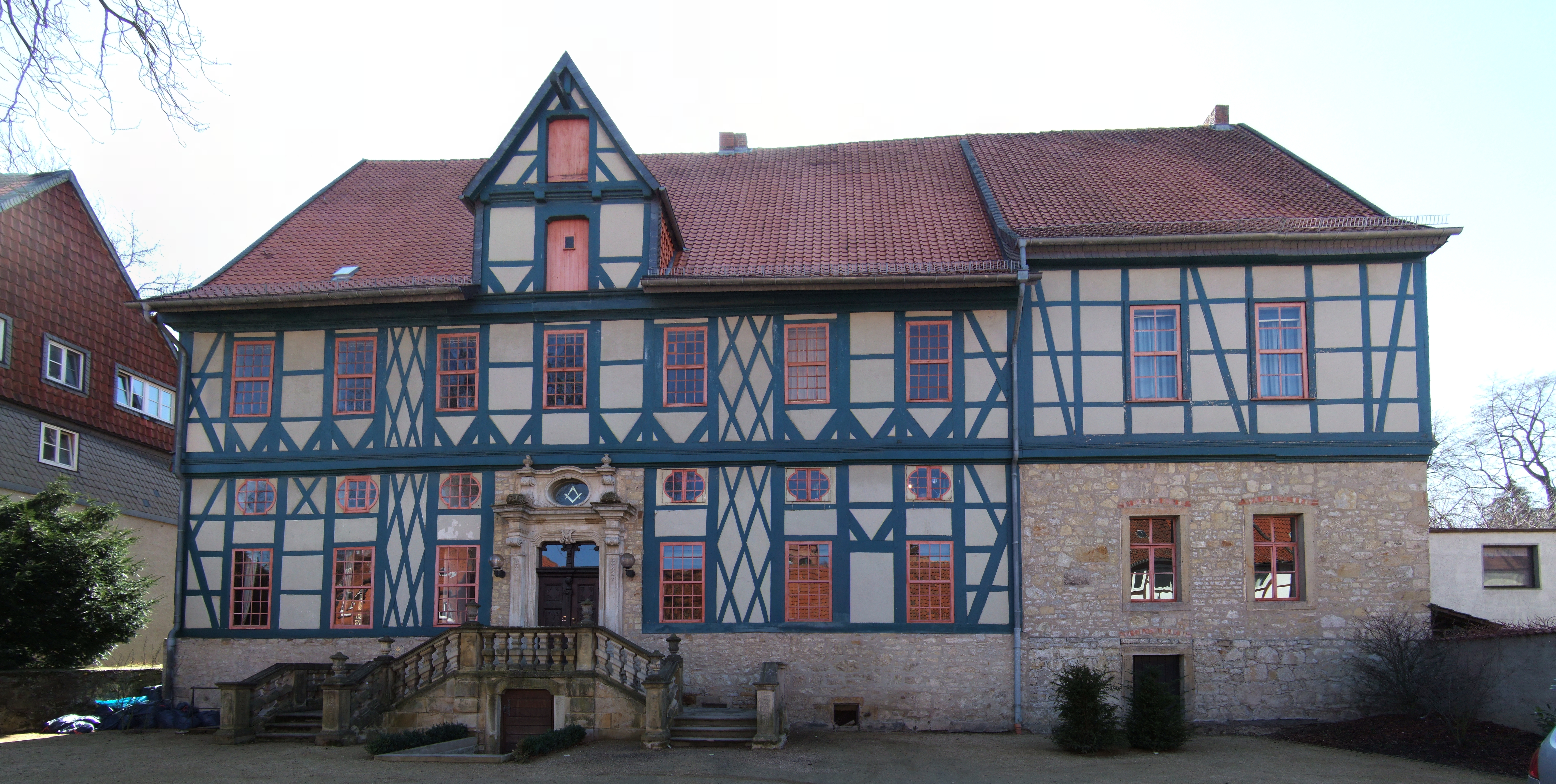
Die Dompropstei

Die Dompropstei – vom Volksmund „Loge“ genannt – ist ein denkmalgeschütztes Fachwerkhaus in der Hildesheimer Keßlerstraße.

## Nutzung
Ursprünglich war es der Amtssitz des Hildesheimer Dompropstes, des Stadtherrn der Hildesheimer Neustadt, und somit zugleich Sitz der Verwaltung der Hildesheimer Dompropstei. Heute hat hier die Freimaurerloge „Pforte zum Tempel des Lichts“ ihr Domizil, ein Teil des Hauses ist vermietet.

## Geschichte
Das heutige Gebäude entstand nach Ende des Dreißigjährigen Krieges auf den Grundmauern des zwischen 1534 und 1540 unter Dompropst Graf Otto von Schaumburg errichteten Vorgängerbaus, der 1633 bei der Belagerung Hildesheims durch die Artillerie Pappenheims in Brand geschossen worden war und von dem nur der Gewölbekeller sowie die Tor- und Stallungsgebäude erhalten blieben. Nach der Säkularisation gelangte das Grundstück in private Hände. 1804 erwarb es der Graf von Wedel, der Meister vom Stuhl der Loge „Zum stillen Tempel“ war. In der Folge wurden grundlegende Umbauten vorgenommen, über die jedoch kaum Unterlagen auffindbar sind. Der erste Umbau fand bereits zwischen 1805 und 1806 statt und kostete „68 Aktien zu 25 Taler in Gold“. Nachdem deren Unterkunft in dem Haus der „Reuterschen Weinhandlung“ abgebrannt war, nutzte auch die Loge „Pforte zum Tempel des Lichts“ das Haus. Dies erforderte eine Erweiterung des Gebäudes, die 1822 in Form eines 100 m² großen Anbaus in der gesamten Höhe an der Westseite erfolgte. 1936 übernahm der NS-Luftschutzbund das Gebäude. Von 1945 bis 1955 diente „die Loge“ als Notquartier für Teile des Scharnhorstgymnasiums. 1947 wurde sie offiziell an die Freimaurer zurückgegeben.